# Акторка Анна Давія Бернуцці
«Акторка Анна Давія Бернуцці» — портрет роботи художника Дмитра Левицького, українця за походженням, що працював в Петербурзі. Полотно зберігає Третьяковська галерея.
Вона прибула в Петербург на гастролі і затрималась тут на декотрий час. В її контракті, що зберігся, є вказівка на те, що вона — «перша співачка в опері комік та перша в опері серіа». Панночка звикла до флірту з вельможами, вона продовжила це робити і в Петербурзі, коли впала у око вельможі Безбородько. Аби мати прихильність нової пасії, статс-секретар самої імператриці Безбородько Олександр Андрійович підживлював стосунки значними грошовими внесками. Ймовірно, він же й замовив портрет нової коханки.

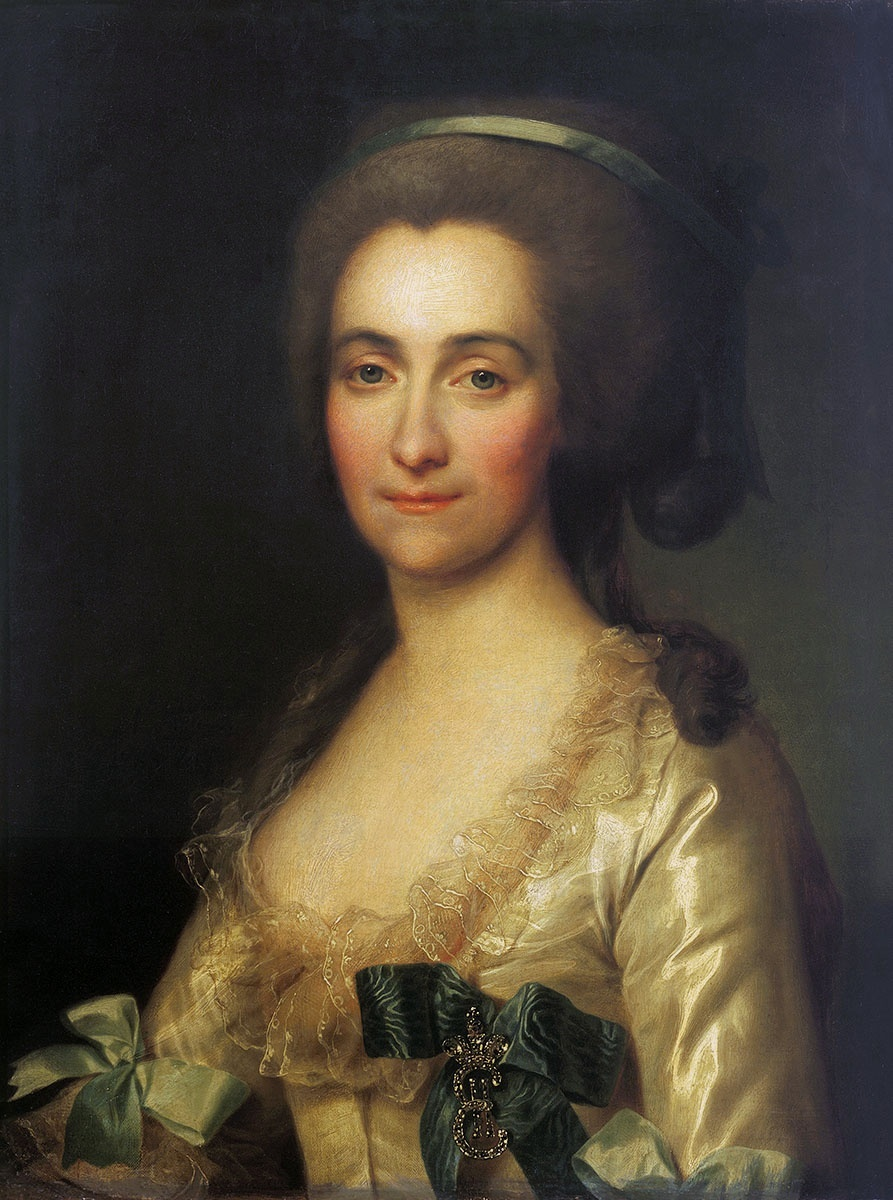
Воронцова Катерина Олексіївна

Анна в пістрявій сукні і легковажному капелюшку чи то веселої поселянки, чи то жвавої служниці. Впадає у око нещирість посмішки, удавана люб'язність жінки, маска на обличчі замість правдивого почуття, штучний, театральний жест рук. Художник мимоволі виступив у портреті і як точний майстер-портретист, і як тонкий психолог. Яскраві фарби лише приховали нещирість особи, що так контрастувала з обличчям і позою тої ж Воронцової Катерини Олексіївни, портрет якої створить Левицький рік потому.
Про значні гроші, що витягла з коханця акторка, дізналася імператриця Катерина ІІ. Вона і розпорядилася вислати геть зі столиці занадто жваву особу. А в Росії залишився дуже вдалий портрет акторки, створений вдумливим та талановитим майстром.